# بييترو فيراريس
بييترو فيراريس (بالإيطالية: Pietro Ferraris)‏ (مواليد 15 فبراير 1912) هو لاعب كرة قدم. يلعب مع منتخب إيطاليا لكرة القدم. سبق له أن لعب في كأس العالم لكرة القدم مع منتخب بلاده.

## روابط خارجية
- بييترو فيراريس على موقع قاعدة بيانات كرة القدم.إي يو (الإنجليزية)
- بييترو فيراريس على موقع ناشيونال فوتبول تيمز (الإنجليزية)
- بييترو فيراريس على موقع عالم كرة القدم.نت (الإنجليزية)